# Baskovski nacionalizem
Baskovski nacionalizem (baskovsko: eusko abertzaletasuna) je kulturna in politična ideologija, ki se zavzema za politično avtonomijo baskovskega naroda in varovanje njegove identitete na področju baskovsko govorečega naroda.
Euskal Herria ali Euskadi oz. Baskovska dežela ali Baskija se razteza čez tri različne pokrajine (dve v Kraljevini Španiji in eno v Franciji). Baski svojo deželo delijo na severni in južni del.
- Iparralde oz. Severni del: Francoska baskovnska dežela v Franciji;
- Hegoalde oz. Južni del: Avtonomna pokrajina Baskija (Euskal Autonomia Erkidegoa, Comunidad Autónoma del País Vasco)  in Navara (Navarra) v Kraljevnini Španiji.

Od prvih nacionalnih teženj v poznem 19. stoletju, je obstajalo več vrst nacionalnih gibanj, po večini demokratično usmerjenih, obstajali pa so tudi oboroženi boji za baskovsko politično avtonomijo.

### Fuerosi in karlistične vojne
Foro oz. Fuero so zapisani zakoni, ki so nastali iz predhodno ustih sporazumov med Španijo in baskovsko govorečimi področji. Prvi fuerosi so bili zapisani v Navarri v 12. st. Določali so politični sistem baskovskega prebivalstva in jim zagotavljali določene privilegije in pravice. Zagotavljali so torej določeno stopnjo baskovske deželne avtonomije. Španski kralj na področju delovanja baskovskih lokalnih skupščin ni mogel izdajati ali izvrševati novih zakonov brez predhodne potrditve skupščine. Baskovsko prebivalstvo je bilo izvzeto iz vojške obveze, pomeni, da jim ni bilo potrebno služiti v španski vojski, imelo je avtonomno sodstvo ter pravico do lastnega denarnega obtoka. Sami so nadzorovali tudi trgovino ter razpolagali s pašniki in gozdovi, cestami, mostovi, vodo,...
Leta 1833 se pričnejo Karlistične vojne. Povod za le te je konflikt med kraljico Izabelo II. in njenim stricom Karlom, ki je do uveljavitve Pragmatične sankcije (ukinitev nasledstvenega pravila, ki veli da ženska ne sme zasesti prestola) veljal za edinega legitimnega prestolonaslednika. Karl María Isidro je zagovarjal absolutistično monarhijo in poudarjal pomembnost katoliške vere, tako kot tudi njegov brat, oče Izabele II., kralj Ferdinand VII. Medtem je bila Izabela II. liberalno usmerjena, ter je zagovarjala centralizem. Karel je upor proti kraljevi kroni pričel prav na področjih Baskije in Navarre. To gre razumeti z dejstvom, da je bilo baskovsko področje v veliki večini ruralno, malo izobraženo in verno.Prebivalcem baskovskega področja tradicionalizem (in s tem ohranitev fuerosov), ki so ga zagovarjali karlisti, precej bližje kot liberalne težnje Izabele II. Karisti so vojno 1876 izgubili. Kraljica Izabela II. je uvedla liberalne pravice, ki naj bi bile enake za vse prebivalce Španije. Tako so baski izgubili svoje fuerose in deželno avtonomijo. 

### Sabino Arana y Goiri (1865 - 1903) in pričetki baskovskega nacionalizma
Sabino Arana, kateremu je pripisano tudi ime oče baskovskega nacionalizma, je leta 1892 izdal prvi politični program zapisan v knjižici Bizcaya por su independencia, kateri naslov bi lahko prevedli kot Vizkaja za svojo neodvisnost.  Zakaj je Arana v knjižici omenjal samo Vizkajo in ne celotnega baskovskega področja, gre razumeti z dejstvom, da so vse province, ki so bile del takratne Baskije (Navarra, Alava, Gipuzkua, Vikzaja), imele različno zgodovino in Baskija nikoli v zgodovini ni bila samostojna politična enota ali neodvisna država. Poleg tega se je Vizkaja najbolj upirala ukinitvi fuerosov in je bilo področje najbolj drastičnih socialnih sprememb. Baski so bili po večini pobožni katoliki in konservativci, zato je bilo težko razumeti, da bi lahko bili kdaj zavezniki s Špansko republiko. Ob začetku 20. stoletja se je področje Vizkaje močno industrializiralo in s tem privabilo okoli desttistoč priseljencev, ki so po večini prišli iz drugih delov Španije. Arana je večvrednost baskovskega nad španskim narodom utemeljeval s čistostjo rase (kar je bil poleg katoliške vere tudi osrednji element njegove nacionalne ideologije), zato je največje zlo predstavljala možnost, da bi se avtohtono baskovsko prebivalstvo lahko mešalo z drugačno "raso". Njihov nacionalizem je izviral iz "konservativnega, katoliškega in malomeščanskega okolja". Špance je označil za prišleke t.i. maketos, ki omadežujejo avtohtono baskovsko raso in se jih je potrebno ubraniti. Aranova težnja tako ni bila ohranitev edinstvenega baskovskega jezika, temveč ohranitev čistosti rase. Kurtwig, prav tako pomemben mož pri snovanju baskovskega nacionalizma, je Arano označil za še slabšega od Hitlerja.

#### Partido Nacionalista Vasco
Leta 1894 je Sabino Arana ustanovil Euskaldun Batzokija, prvi baskovsko - katoliški center iz katerega se je razvila prva baskovska politična organizacija imenovana Euzko Alderdi Jeltzalea (EAJ) oz. Partido Nacionalista Vasco (PNV). PNV je imela sedež v Bilbau in je bila ustanovljena 1895. Večinski podporniki politične stranske PNV so bili pretežno prebivalci srednjega razreda in so prihajali iz ruralnih okolij. 
V tem času so obstajale štiri katoliške stranke, ki jim je Arana očital, da so preveč españolistas oz. premalo katoliški. PNV je na občinski volitvah leta 1899 dobila pet sedežev v mestnem svetu v Bilbau, tri v sosednjih mestih in prvega župana v občini Mundaka. Leta 1904, 1905 ima stranka že večinsko podporo v Vizkaji in deloma v Guipuzcoi. Leta 1908 v Gupuzcoi dobijo prvega poslanca. Na poslanskih volitvah leta 1917 v Vizkaji dobijo absolutno večino, kar je prva večja zmaga PNV. 
Arana je PNV ob njeni ustanovitvi spisal himno imenovano Gora ta Gora, ki je danes uradna himna euskal herrie. Skupaj z njegovim bratom, pa je oblikoval baskovsko zastavo t.i. Ikurriña, ki je prav tako kot himna postala uradni simbol baskovske dežele.  

### Diktatura Prima de Rivere in Druga španska republika
Leta 1923 je general Miguel Primo de Rivera izvedel državni udar in uvedel diktaturo. Javno delovanje organizacij manjšinskih narodov je bilo prepovedano in potisnjeno v tajnost. Prepovedana je bila tudi uporaba nacionalnih simbolov (npr. Ikurriña) in izdaja nacionalističnih častnikov. Nacionalizem, kot ga je zasnoval Sabino Arana je diktaturo Prima de Rivere preživel brez drastičnih ideoloških sprememb. Tik pred uveljavitvijo diktature, leta 1921, se je Partido Nacionalista Vasco razcepil na dve veji. V osnovi krščanska stranska, je dobila novo vejo imenovano Eusko Abertzale Ekintza (EAE) oz. Acción Nacionalista Vasca (ANV), ki velja za prvo levičarsko baskovsko nacionalno stranko. Med diktaturo ni javno delovala nobena od nacionalih strank, saj je bilo vsekakršna politična aktivnost zoper Španijo hud prekršek, ki je bil obravnavan na vojaškem sodišču. Število pripadnikov baskovskih strank se je med diktaturo Prima de Rivere povečevalo, ravno zaradi stroge represije. Nacionalizem je med represijo postajal še močnejši, kar se bo dobro pokazalo tudi med diktaturo Fransica Franca. Močnejša kot je bila represija, močnejši je bil baskovski nacionalizem. 
Splošno nezadovoljstvo španskega prebivalstva je prisililo generala Prima de Rivera, da je leta 1931 dovolil občinske volitve, ki se za monarhijo niso končale dobro. Na volitvah so zmagali republikanci in uvedli Drugo špansko republiko, ki je trajala od leta 1931 do 1939 (glej: Druga španska repubilka). To obdobje je bilo pomembno tako za špansko, kot tudi manjšinsko prebivalstvo. Leta 1931 se sprejeme nova ustava z vrsto liberalnih reform, Baski pa decembra leta 1935 dobijo statut o avtonomiji. Referendum za sprejetja statuta o avtonomiji je podprlo 84 odstotkov baskovskega prebivalstva. Po sprejetju statuta je bila organizirana avtonomna vlada in reorganizirana lokalna administracija. Statut je bil v veljavi do španske okupacije Bilbaa junija 1937, med špansko državljansko vojno, ki se je končala z zmago generala Fransica Franca (glej: Španska državljanska vojna).

### Kulturni nacionalizem
Leta 1918 sta v Oñantu (Gipuzkoa) ustonovljeni Eusko Ikaskuntza t.i. Družba za baskovske študije in Euskaltzaindia t.i. Akdemija za baskovščino, ki sta se zavzeli za oživitev in uporabo baskovskega jezika na akademski ravni. Ustanovitelji so želeli razširiti uporabo jezika v tisku, medijih ipd.. Čeprav ustanovi predstavljata prvi primer nacionalizma, ki je deloval neodvisno od političnega nacionalizma, sta bili le ti rezervirani za izobraženo, mestno elito, medtem ko je večinski del naroda predstavljalo kmečko prebivalstvo.

#### Ikastolak
Ikastole so baskovske šole, kjer se poučuje v baskovskem jeziku. Pred pričetkom 20. stoletja je bilo v Baskiji zelo malo možnosti, da bi se lahko otroci učili v baskovskem jeziku. Izobraževanje v Baskiji so vodile Španija in Francija. Prva baskovska šola je bila ustanovljena leta 1914, ustanavljanje ikastol pa se je razmahnilo v 30. letih 20. stoletja. Ustanavljanje le teh so podpirale nacionalistične politične skupine in rimskokatoliška cerkev. Šole so pretežno financirali starši otrok, ki so Ikasole obiskovali. S pričetkom frankizma so baskovske šole uradno zaprli, a so nekatere kljub strogem policijskem nadzoru uspele delovati tudi med diktaturo. 

### Diktatura Francisca Franca
Diktatura generala Francisca Franca je trajala od leta 1939 do leta 1975. Franco se je po državljenski vojni želel maščevati vsem, ki so med vojno nastopili proti centralistični oblasti. Med njimi tudi baskovske dežele. Čas frankizma, ki je sledil sloganu: "España Una, Grande y Libre" , kar lahko prevedemo kot Španija Ena, Velika in Svobodna, med drugimi zaznamuje močna kulturna represija nad manjšinskimi narodi. Med diktaturo je bilo prepovedano kakršnokoli seperatistično gibanje, ki je bilo strogo kaznovano. Leta 1937 je bil odpravljen staut o avtonomiji. Cilj frankove represije je bila popolna uničitev manjšinskih kultur. Domač jezik je bil strogo prepovedan. Jezik se ni smel uporabljati v šolah, medijih, javnih zborovanjih, cerkvah in drugih javnih ustanovah. Ni se smel govoriti na ulici, odstranjeni pa so bili tudi dvojezični napisi. Španske oblasti so zaprle baskovsko univerzo, zažigali so literaturo v baskovskem jeziku, domača imena in vse dokumente prevedli v španski jezik ter prepovedali domače običaje in ljudsko glasbo. Leta 1938 je bil sprejet zakon o tisku t.i. Ley de prensa, ki uvede strogo cenzuro, ne samo za baskovske pokrajine, pač pa celo Španijo. Zakon je bil v veljavi do leta 1966. 
Med diktaturo, leta 1963, Federico Krutwig izda delo Vasconia, v kateri baskovski nacionalizem poveže z jezikom in ne z raso, kot je to storil Arana. 
Rezultat frankove represije je bilo sovraštvo in prezir manšinjskih narodov do monarhije, kar v Baskiji sproži tudi nastanek novega nacionalističnega gibanja. V tajnosti so nastajale razne separatistične organizacije, med drugimi tudi teroristična organizacija ETA. 

### Militantni nacionalizem
ETA oz. Euskadi Ta Askatasuna, ki pomeni baskovska domovina in svoboda je paravojaška teroristična organizacija, ustanovljena 1959 (glej: ETA). Sami sebe so označili kot socialistično-marksistično organizacijo. Po njihovem mnenju je temelj baskovske indentitete jezik in ne rasa in religija, kot je trdil Arana. Po njihovih besedah rasa ne mora vzdrževati baskovske identitete, ko je jezik izgubljen. Ideološka formulacija, ki jo je sprejela ETA je temeljila na ideologiji Frederica Kurtwiga. 
V času frankizma je ETA izvedla več atentatov. Prvi napadi so se zgodili 1961 z bombandiranjem vladnih stavb in se nadaljevali še istega leta, ko je ETA skušala izriniti vlak z vojnimi veterani, ki so se odpravljali na slovesnost v baskovsko mesto San Sabastian, ob obletnici zmage generala Franca v državljanski vojni. Španija je odgovorila s političnim nasiljem, aretacijo in mučenjem osumljennev in prisilnim izgnanstvom, kar je povzročilo ogorčenje javnosti nad režimom. V militarnih akcijah, ki so sledile je ETA ubila policijskega povelnika Manzanasa leta 1968 in predsednika španske vlade Carrera Blanca leta 1973, ki je bil podpornik nacionalistične politike in bil lahko nadaljeval frankov režim. Dokler so bile tarče napadov kakorkoli povezane s frankovim režimom je imela ETA relativno veliko podporo ljudstva, čeprav se nekateri prebivalci nikoli niso strinjali z delovanjem ETE. Leta 1972 je španska vlada v mestu Lemóniz v Vizkaji pričela z gradjo nuklearne elektrarne in med domačim prebivalstvom sprožila množične proteste. Vlada gradnje ni ustavila, zato je ETA v nuklearki večkrat nastavila bombe in v bombnih napadih ubila nekaj delavcev. Ko je ugrabila vodjo projekta in delavci zaradi strahu na delo niso več prihajali, so gradnjo zaustavili. Po mnenju nekaterih lokalnih prebivalcev, je to ena boljših stvari, ki jih je za baskovsko prebivalstvo naredila ETA.  
V času delovanja organizacije je nastalo več proti terorističnih organizacij, poleg organizacij ustanovljenih s strani španske vlade, so se proti nasilju ETE borile tudi baskovske organizacije. ETA se je uradno razorožila 8.4.2017, dokončno pa naj bi delovanje opustila spomladi leta 2018.

#### La izquierda abertzale
Termin la izquierda abertzale, nacionalista radical vasco lahko prevedemo kot baskovski radikalni nacionalizem, ki naj bi pomenil vse baskovske socialistične, komunistične ali socialdemokratske stranke (ANV, PSV, ESB...) Nekateri zgodovinarji so mnenja, da naj bi, v času svojega delovanjea, nekaj teh strank upravljala ETA.

#### Rock Radical Vasco
RRV kar lahko prevedemo kot radikalni baskovski rok, je glasbeno gibanje, ki je nastalo v 80. letih 20. stoletja. Glasbeni stili, ki so prevladovali so bili predvsem punk, urbani rock, heavy metal, ska in reggae. Glasbeno gibanje je povzročila ekonomska kriza, povečanje brezposelnosti, povečanje konzumacije drog med mladimi (predvsem heroina), velika politična razpršenost... in je odgovor na vse omenjene fenomene. Glasbeniki so predvsem pisali tekste, ki so zavračali tovrstne pojave. La izquierda abertzale je veliko skupin RRV podprla in organizirala glasbene festivale za mlade.

### Baskovske nacionalistilne organizacije
Še vedno najmočnejša politična stranka v Baskiji je PNV. Poleg PNV, obstaja še vrsto drugih kot so:
- Eusko Alkartasuna (EA), Ustanovljena 1986.

- Sortu, ustanovljena 2011. Ustanovili so jo pristaši Izquierde abertzale.

- Abertzaleen Batasuna (AB), independisti, aktivni predvsem na področju francoske Baskije

- Geroa Bai (G.Bai), koalicija, ki izvira iz Navarre, ustanovljena 2011. Povezovali so se s stranko PNV.

#### Gure Esku Dago
Gure Esku Dago v prevodu pomeni v naših rokah, je socialni program, ki deluje na pobudo baskovskega prebivalstva in se zavzema za možnosti samoodločitve o prihodnosti baskovskega naroda in kot organizacija podpira različna lokalna gibanja in organizira posvetovanja in dogodke po celotni baskiji. Program ni del nobene stranke, je pa s strani baskovskih strank množično podprt. Deluje od julija 2014.